# Knud Svendsen
Knud Victor Svendsen (født 23. december 1890 i Ringsted Landsogn, død 23. december 1965 i Ringsted) var en dansk jurist og sagfører, der var borgmester i Ringsted Kommune fra 1950 til sin død i 1965, valgt for Det Radikale Venstre.
Svendsen, der var søn af en sagfører, gik i faderens fodspor og blev i 1915 cand.jur. fra Københavns Universitet. Derefter blev han sagførerfuldmægtig i faderens virksomhed. I 1929 etablerede han egen sagførerpraksis.
Han blev valgt til Ringsted Byråd i 1925 og var borgmester fra 1950.
Fra 1926 var han bestyrelsesmedlem i Banken for Ringsted og Omegn.